# Pete Pasko
Peter Paul Pasko, detto Pete (9 settembre 1919 – Bradford, 31 marzo 2004), è stato un cestista e allenatore di pallacanestro statunitense, professionista nella NBL e nella PBLA.

## Carriera
Giocò per due stagioni nella NBL, disputando complessivamente 43 partite con 6,1 punti di media.